# Mykola Musolitin
Mykola Volodymyrovyč Musolitin (in ucraino Микола Володимирович Мусолітін?; Odessa, 21 gennaio 1999) è un calciatore ucraino, centrocampista del Kotwica Kołobrzeg.

## Caratteristiche tecniche
È un trequartista.

## Carriera

### Club
Cresciuto nel settore giovanile del Čornomorec', ha esordito in prima squadra il 21 settembre 2016 disputando l'incontro di Kubok Ukraïny perso 2-0 contro il Naftovyk-Ukrnafta. Nel 2020 ha giocato 17 partite nella prima divisione lettone con il Valmiera. In seguito ha giocato nella prima divisione polacca con il Lechia Danzica.

### Nazionale
Nel 2019 ha vinto i Mondiali Under-20.

## Statistiche
Statistiche aggiornate al 23 aprile 2019.

### Presenze e reti nei club
| Stagione        | Squadra         | Campionato      | Campionato | Campionato | Coppe nazionali | Coppe nazionali | Coppe nazionali | Coppe continentali | Coppe continentali | Coppe continentali | Altre coppe | Altre coppe | Altre coppe | Totale | Totale | Totale |
| Stagione        | Squadra         | Comp            | Pres       | Reti       | Comp            | Pres            | Reti            | Comp               | Pres               | Reti               | Comp        | Pres        | Reti        | Pres   | Reti   |        |
| --------------- | --------------- | --------------- | ---------- | ---------- | --------------- | --------------- | --------------- | ------------------ | ------------------ | ------------------ | ----------- | ----------- | ----------- | ------ | ------ | ------ |
| 2016-2017       | Čornomorec'     | PL              | 12         | 0          | CU              | 1               | 0               |                    | -                  | -                  |             | -           | -           | 13     | 0      |        |
| 2017-2018       | Čornomorec'     | PL              | 18         | 0          | CU              | 1               | 0               |                    | -                  | -                  |             | -           | -           | 19     | 0      |        |
| 2018-2019       | Čornomorec'     | PL              | 20         | 1          | CU              | 2               | 0               |                    | -                  | -                  |             | -           | -           | 22     | 1      |        |
| Totale carriera | Totale carriera | Totale carriera | 50         | 1          |                 | 4               | 0               |                    | -                  | -                  |             | -           | -           | 54     | 1      |        |

## Palmarès

### Nazionale
- Campionato mondiale Under-20: 1

Polonia 2019